# 新北市區公車666路線
新北市區666路線，由欣欣客運營運，起點為景福街，終點為烏塗窟、皇帝殿及華梵大學。

## 介紹

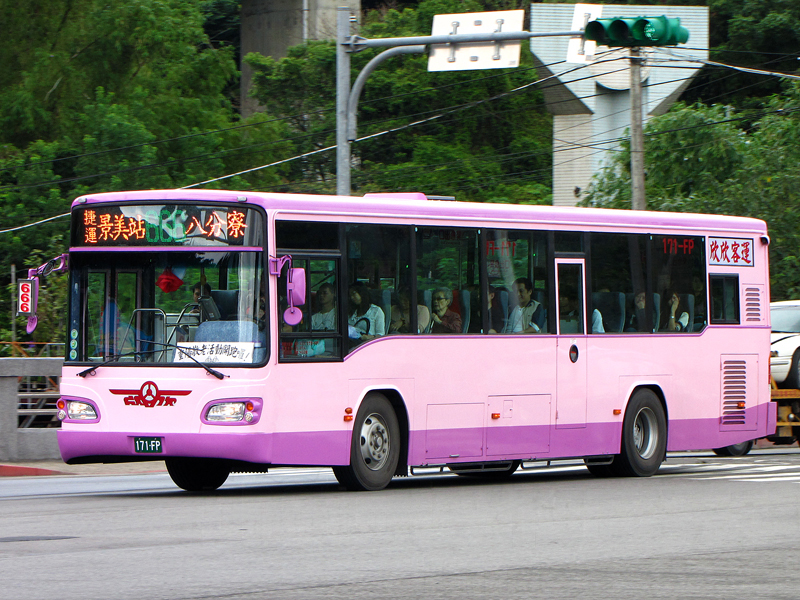
已停駛的666八分寮線公車

- 為新北市石碇區碇坪路主要的聯外公共運輸路線，前身為欣欣客運自營的臺北─石碇（一般稱作北碇線），在2001年6月7日加入聯營公車的行列，聯營路線編號定為666，並配合捷運新店線開通縮短路線至捷運景美站。路線自2014年7月1日起歸為新北市市區公車。
- 2015年8月3日起為便利華梵大學師生、碇坪路與華梵路沿線居民通勤及減少私人運具的使用，將部分行駛至皇帝殿的班次延駛至華梵大學，並於其區間增設站位，同時並取消「景美－八分寮」及「景美－石碇」兩條行駛動線。
- 2015年11月起為服務夜歸民眾，客運公司自行試辦「景美－烏塗窟」22點30分的末班車，後因成效不佳，遂於當年12月停辦。
- 2024年6月12日獲配2輛HINO新車(KKB-0381~KKB-0382)
- 2025年5月26日起調整發車時間及平假日服務水準[2]
- 2025年7月16日獲配2輛原576路線HINO新車(KKA-0826~KKA-0827)

### 行駛動線
- 景美－烏塗窟
- 景美－皇帝殿
- 景美－華梵大學

## 行經重點站位（依去程之順序列出）
- 世新大學
- 考試院
- 捷運木柵站
- 東南科技大學
- 深坑老街
- 石碇老街
- 華梵大學

## 外部連結
- 欣欣客運 （页面存档备份，存于）
- 大臺北公車666華梵大學
- 大臺北公車666皇帝殿
- 大臺北公車666烏塗窟
- 暢行台北公車客運資訊站的Facebook專頁